# Peugeot 206 WRC
Peugeot 206 WRC – samochód WRC konstrukcji Peugeota oparty na modelu 206. Używany był podczas Rajdowych Mistrzostw Świata 1999–2003 przez zespół Peugeot Sport, w sezonach 2000, 2001 i 2002 przyniósł Peugeotowi zwycięstwo w Rajdowych Mistrzostwach Świata Konstruktorów, zaś Marcus Grönholm wygrał Rajdowe Mistrzostwa Świata Kierowców w sezonach 2000 i 2002.
Samochód zadebiutował podczas Rajdowych Mistrzostw Świata 1999 w Rajdzie Korsyki, jednak ani jeden z dwóch kierowców nie ukończył rajdu. W kolejnym, pierwszym pełnym sezonie Peugeot zdobył modelem 206 WRC Mistrzostwa Konstruktorów i Kierowców.

## Zwycięstwa wWRC
| Nr | Rajd                   | Sezon | Kierowca        | Pilot             |
| -- | ---------------------- | ----- | --------------- | ----------------- |
| 1  | Rajd Szwecji           | 2000  | Marcus Grönholm | Timo Rautiainen   |
| 2  | Rajd Nowej Zelandii    | 2000  | Marcus Grönholm | Timo Rautiainen   |
| 3  | Rajd Finlandii         | 2000  | Marcus Grönholm | Timo Rautiainen   |
| 4  | Rajd Korsyki           | 2000  | Gilles Panizzi  | Hervé Panizzi     |
| 5  | Rajd San Remo          | 2000  | Gilles Panizzi  | Hervé Panizzi     |
| 6  | Rajd Australii         | 2000  | Marcus Grönholm | Timo Rautiainen   |
| 7  | Rajd Szwecji           | 2001  | Harri Rovanperä | Risto Pietiläinen |
| 8  | Rajd Hiszpanii         | 2001  | Didier Auriol   | Dennis Giraudet   |
| 9  | Rajd Finlandii         | 2001  | Marcus Grönholm | Timo Rautiainen   |
| 10 | Rajd San Remo          | 2001  | Gilles Panizzi  | Hervé Panizzi     |
| 11 | Rajd Australii         | 2001  | Marcus Grönholm | Timo Rautiainen   |
| 12 | Rajd Wielkiej Brytanii | 2001  | Marcus Grönholm | Timo Rautiainen   |
| 13 | Rajd Szwecji           | 2002  | Marcus Grönholm | Timo Rautiainen   |
| 14 | Rajd Korsyki           | 2002  | Gilles Panizzi  | Hervé Panizzi     |
| 15 | Rajd Hiszpanii         | 2002  | Gilles Panizzi  | Hervé Panizzi     |
| 16 | Rajd Cypru             | 2002  | Marcus Grönholm | Timo Rautiainen   |
| 17 | Rajd Finlandii         | 2002  | Marcus Grönholm | Timo Rautiainen   |
| 18 | Rajd San Remo          | 2002  | Gilles Panizzi  | Hervé Panizzi     |
| 19 | Rajd Nowej Zelandii    | 2002  | Marcus Grönholm | Timo Rautiainen   |
| 20 | Rajd Australii         | 2002  | Marcus Grönholm | Timo Rautiainen   |
| 21 | Rajd Szwecji           | 2003  | Marcus Grönholm | Timo Rautiainen   |
| 22 | Rajd Nowej Zelandii    | 2003  | Marcus Grönholm | Timo Rautiainen   |
| 23 | Rajd Argentyny         | 2003  | Marcus Grönholm | Timo Rautiainen   |
| 24 | Rajd Hiszpanii         | 2003  | Gilles Panizzi  | Hervé Panizzi     |

## Dane techniczne
Silnik:
- R4 XU9J4 2,0 l (1997 cm³), 4 zawory na cylinder, DOHC
- Turbodoładowanie Garett/Allied Signal TR30R
- Układ zasilania: elektroniczny wtrysk paliwa Magneti-Marelli Step 9
- Średnica cylindra × skok tłoka: 85,0 × 88,0 mm
- Stopień sprężania: 8,5:1
- Moc maksymalna: 300 KM (221 kW) przy 5250 obr./min
- Maksymalny moment obrotowy: 635 N•m od 4000 obr./min

Przeniesienie napędu:
- Permanentny napęd na cztery koła
- Rozdział mocy (tył/przód): 50/50
- Skrzynia biegów: 5-biegowa manualna sekwencyjna, Peugeot X-Trac, trójtarczowe sprzęgło węglowe
- Trzy dyferencjały aktywne

Pozostałe:
- Podwozie: stalowe, konstrukcja samonośna
- Hamulce przód: wentylowane hamulce tarczowe, zaciski 6-tłoczkowe, śr. tarcz 355 mm
- Hamulce tył: wentylowane hamulce tarczowe, zaciski 4-tłoczkowe, śr. tarcz 300 mm
- Hamulec pomocniczy: hydrauliczny
- Zawieszenie przód: kolumny MacPhersona
- Zawieszenie tył: kolumny MacPhersona